# Fionn Mac Cumhaill
Fionn mac Cumhaill (/ˈfɪn məˈkuːl/ fin mə-KOOL; pronúncia irlandesa:  [ˈfʲin̪ˠ mˠakˠ ˈkuːw̃əlːʲ]; Irlandês Antigo: e Irlandês Médio Find ou Finn, mac Cumail ou Umaill), às vezes transcrito para o inglês como MacCool ou MacCoul, era um caçador-guerreiro mítico da mitologia irlandesa, ocorrendo também nas mitologias da Escócia e da Ilha de Man. As histórias de Fionn e seus seguidores so Fianna, formam o Ciclo Fenian (an Fhiannaíocht), em grande parte narrado na voz do filho de Fionn, o poeta Oisín.
"Fionn" significa "louros", "justo", "branco", ou "brilhante". O nome de infância do herói foi Deimne (/ deɪni /; pronúncia irlandês: [dʲeβnʲi]), literalmente "firmeza" ou "certeza", também um nome que significa um cervo jovem do sexo masculino; várias lendas contam como ele ganhou o nome Fionn quando seu cabelo ficou prematuramente branco. O nome Fionn está relacionado com o nome galês Gwyn, como na figura mitológica Gwyn ap Nudd, e ao Vindos celta continental, uma forma do deus Belenus.
A organização revolucionária irlandesa do século XIX conhecida como a Irmandade Feniana teve o seu nome a partir dessas lendas. A forma escocesa de seu nome, Fingal / fɪŋɡəl /, vem de uma releitura das lendas em forma épica pelo poeta do século XVIII, James Macpherson.

## Fingal
A principal obra de James Macpherson intitulada Ossian pertence ciclo feniano das narrativas heróicas em torno de Fionn Mac Cumhaill e seu grupo Fianna Éireann. Fionn Mac Cumhaill aparece como Fingal, pai do poeta guerreiro irlandês Ossian. James Macpherson publicou em 1762 dois poemas épicos: Temora e Fingal. Supõe-se que houve também traduções de poemas gaélicos do século III. Estas foram atribuídas ao poeta Oisín. Alguns dizem que  Macpherson na sua obra teria compilado baladas irlandesas.
Na realidade, Macpherson misturou mitologias distintas e atribuiu à Escócia glórias do passado da Irlanda. O termo baladas ossiânicas passou a designar os genuínos poemas que fazem parte da tradição gaélica comum da Escócia e da Irlanda.

## Lenda

### Nascimento
A maioria das primeiras aventuras de Fionn são narradas na narrativa As Façanhas de Infância de Fionn. Ele era o filho de Cumhall, líder dos Fianna, e Muirne, filha do druida Tadg mac Nuadat que vivia na colina de Almu no Condado de Kildare. Cumhall raptou Muirne depois que seu pai recusou-lhe a mão, de modo Tadg apelou ao Alto Rei, Conn das Cem Batalhas, que baniu Cumhall. A batalha de Cnucha foi travada entre Conn e Cumhall e Cumhall foi morto por Goll mac Morna, que assumiu a liderança dos Fianna. Diz-se que Fionn Mac Cumhaill era originalmente de Ballyfin, em Laois. A tradução direta do Ballyfin do irlandês para o inglês é 'cidade de Fionn'.
Muirne já estava grávida; seu pai a rejeitou e ordenou o seu povo a queimá-la, mas Conn não permitiria isso e colocou-a sob a proteção de Fiacal mac Conchinn, cuja esposa, Bodhmall a druida, era irmã de Cumhall. Na casa de Fiacal Muirne deu à luz um filho, a quem ela chamou Deimne.

### Infância
Muirne deixou o menino aos cuidados de Bodhmall e uma mulher guerreira, Liath Luachra, e levaram-no em segredo na floresta de Sliabh Bladma, ensinando-lhe as artes da guerra e caça. À medida que crescia, ele entrou para o serviço - incógnito - de uma série de reis locais, mas cada um, quando reconhecia Fionn como filho de Cumhal, disse-lhe para sair, temendo que eles não seriam capazes de protegê-lo de seus inimigos.
O jovem Fionn conheceu o druida leprechaun e poeta Finn Eces, ou Finnegas, perto do rio Boyne e estudou com ele. Finnegas passou sete anos tentando pegar o salmão do conhecimento, que vivia em uma piscina no Boyne e tornou-se onisciente através de suas dietas de avelãs de uma árvore sagrada: quem comesse o salmão ganharia todo o conhecimento do mundo. Eventualmente o velho pegou-o, e disse ao menino para cozinhar para ele. Enquanto cozinhava, Deimne queimou seu polegar, e instintivamente colocou-o polegar na boca. Isto imbuiu ele com a sabedoria do salmão, e quando Finn Eces viu que ele tinha ganho sabedoria, ele deu jovem Fionn todo o salmão para comer. Fionn então soube como conquistar vingança contra Goll, e em histórias posteriores foi capaz de chamar o conhecimento do salmão, colocando o polegar ao dente que tinha provado pela primeira vez o salmão. A história de Fionn e o salmão do conhecimento e o conto galês de Gwion Bach são semelhantes.

### Maioridade
Todos os anos, há 23 anos no Samhain, um homem que cospe fogo do Sídhe, Aillen, ia embalar os homens de Tara a dormir com sua música antes de queimar o palácio, e os Fianna, liderados por Goll mac Morna, eram impotentes para impedi-lo. Fionn chegou a Tara, armado com o saco de pele de garça azul de armas mágicas de seu pai. Ele manteve-se acordado, tocando a ponta da sua lança magicamente em brasa em sua testa. A dor manteve Fionn acordado, permitindo-lhe prosseguir e matar Aillen com a mesma lança. Depois disso sua herança foi reconhecida e foi dada o comando dos Fianna: Goll voluntariamente afastou-se, e tornou-se um seguidor fiel de Fionn, embora em algumas histórias de sua aliança seja desconfortável. Fionn exigiu uma compensação pela morte de seu pai de Tadg, ameaçando guerra ou combate individual contra ele se ele se recusasse. Tadg ofereceu-lhe a sua casa, a colina de Allen, como compensação, o que Fionn aceitou.

### Vida amorosa
Fionn conheceu a sua mais famosa esposa, Sadhbh, quando ele estava caçando. Ela tinha sido transformada em uma corça por um druida, Fear Doirich, com quem ela havia se recusado a casar-se. Os cães de Fionn, Bran e Sceólang, nascidos de uma humana encantada na forma de um cão, reconheceram-na como ser humano, e Fionn a trouxe para casa. Ela transformou-se novamente em uma mulher no momento em que pôs os pés na terra de Fionn, pois este era o único lugar que ela poderia recuperar sua verdadeira forma. Ela e Fionn se casaram e ela logo ficou grávida. Quando Fionn estava ausente defendendo seu país, Fear Doirich (que significa literalmente Homem Escuro) voltou e a transformou novamente em uma corça, e então ela desapareceu. Fionn passou anos procurando por ela, mas sem sucesso. Bran e Sceólang, novamente caçando, encontraram seu filho, Oisín, sob a forma de um cervo; ele se transformou em uma criança, e passou a ser um dos maiores do Fianna.
Na Perseguição de Diarmuid e Gráinne, o Grande Rei Cormac mac Airt promete ao envelhecido Fionn sua filha Gráinne, mas na festa de casamento Gráinne se apaixona por um dos Fianna, Diarmuid Ua Duibhne, conhecido por sua beleza. Ela obriga-o a fugir com ela e Fionn os persegue. Os amantes são ajudados pelos Fianna, e pelo pai adotivo de Diarmuid, o deus Aengus mac Og. Eventualmente Fionn faz as pazes com o casal. Anos mais tarde, no entanto, Fionn convida Diarmuid a uma caça ao javali, e Diarmuid é ferido. Água bebida das mãos de Fionn tem o poder de cura, mas cada vez Fionn reunia a água, deixava-a escorrer por entre os dedos antes que ele voltasse para Diarmuid. Seu neto Oscar envergonha Fionn, mas quando ele finalmente retorna com água que seja tarde demais; Diarmuid morreu.

### Morte
De acordo com o relato mais popular da morte de Fionn, ele não está morto de todo, em vez disso, ele dorme em uma caverna, cercado pelo Fianna. Um dia eles irão acordar e defender a Irlanda na hora de sua maior necessidade. Em um relato, diz-se que irão surgir quando a Dord Fiann, a trompa de caça do Fianna, for tocada três vezes, e eles estarão tão fortes e tão bem como sempre foram.

## Fionn como um gigante
Muitas características geográficas na Irlanda são atribuídas a Fionn. Diz a lenda que ele construiu a Calçada dos Gigantes como degraus para a Escócia, para não molhar os pés; ele também já pegou parte da Irlanda para arremessá-la em um rival, mas ele errou e ela caiu no mar da Irlanda - o arvoredo tornou-se a Ilha de Man e a pedra se tornou Rockall, o vazio se tornou Lago Neagh. A Gruta de Fingal na Escócia, também leva o seu nome, e compartilha a característica de colunas de basalto hexagonais com a vizinha Calçada dos Gigantes, da  Irlanda do Norte.
Em ambos os folclores populares irlandês e de Man, Fionn mac Cumhail (conhecido como "Finn McCool" ou "Finn MacCooill", respectivamente) é retratado como um mágico, gigante benevolente. A história mais famosa ligada a esta versão do Fionn conta como um dia, ao fazer um caminho no mar para Escócia - A Calçada dos Gigantes - Fionn é informado que o gigante Benandonner (ou, na versão de Man, um buggane) está chegando para lutar contra ele. Sabendo que ele não pode enfrentar Benandonner devido ao seu tamanho, Fionn pede a sua esposa Oona para ajudá-lo. Ela veste seu marido como um bebê, e ele se esconde em um berço; em seguida, ela faz uma leva de bolos de farinha de trigo, escondendo formas de ferro em alguns. Quando Benandonner chega, Oona diz-lhe Fionn está fora, mas estará de volta em breve. Enquanto Benandonner espera, ele tenta intimidar Oona com seu imenso poder, quebrando pedras com seu dedo mindinho. Oona, em seguida, oferece a Benandonner um bolo, mas quando ele morde o ferro, lasca seus dentes. Oona o repreende por ser fraco (dizendo que seu marido come esses bolos facilmente),e alimenta, com um bolo sem o ferro, o “bebê”, que come sem problemas.
Na versão irlandesa, Benandonner fica tão impressionado com o poder de dentes e o tamanho do bebê que, instigado por  Oona, ele coloca os dedos na boca de Fionn para sentir quão afiados os dentes são. Fionn morde o dedo mínimo da Benandonner, e com medo da perspectiva de encontrar seu pai, considerando o tamanho do bebê, Benandonner corre de volta para a Escócia através da Calçada quebrando a calçada de forma que Fionn não poderia segui-lo.
A versão Gaélica de Man contém mais um conto de como Fionn e batalha contra o buggane em Kirk Christ Rushen. Os pés de Fionn esculpem os canais entre o Calf of Man e Kitterland e entre Kitterland e a Ilha de Man, enquanto que os pés do buggane fazem uma abertura para o porto de Port Erin. O buggane fere Fionn, que foge para o mar (onde o buggane não pode segui-lo), mas o buggane arranca um de seus próprios dentes e atinge Fionn conforme ele foge. O dente cai no mar, tornando-se a Chicken Rock, e Fionn amaldiçoa o dente, explicando por que ele é um perigo para os marinheiros.
Em Terra Nova, e algumas partes da Nova Escócia, "Fingal's Rising" é falado em um sentido nacionalista distinto. Tornando popular em canções e bares da mesma forma, falar de "Fingle", como seu nome é pronunciado em Inglês versus "Fion MaCool" na Terra Nova Irlandesa, é por vezes utilizado como um suporte para Terra Nova ou sua cultura.